# Kulcsár Gergely (atléta)
Kulcsár Gergely (Nagyhalász, 1934. március 10. – Vác, 2020. augusztus 12.) magyar atléta, olimpiai ezüst- és bronzérmes gerelyhajító, edző.

## Sportpályafutása
1951-től a Budapesti Honvéd, 1953-tól a TF Haladás, 1957-től a TFSE (Testnevelési Főiskola Sport Egylet), 1958-tól a Budapesti Építők atlétája, gerelyhajítója volt. 1955-től 1972-ig ötvenötször szerepelt a magyar válogatottban. Négy olimpián vett részt, az 1964. évi tokiói olimpián ezüstérmet nyert, míg az 1960-as római és az 1968-as mexikóvárosi olimpiákon egyaránt bronzérmet szerzett. Az 1964. évi tokiói, az 1968. évi mexikóvárosi és az 1972. évi müncheni olimpián ő volt a magyar csapat zászlóvivője, ezzel a magyar zászlóvivők közül ő teljesítette legtöbbször ezt a feladatot. 1967-ben, az Amerika és Európa válogatottja közötti atlétikaversenyen az európai válogatott tagjaként aranyérmet nyert. Tizenkétszer volt magyar bajnok, gerelyhajításban többször megjavította a magyar csúcsot, emellett Európa-bajnokságon kétszer volt bronzérmes, és az Universiadén mindhárom színű éremből nyert egyet-egyet. Ő volt az első magyar gerelyhajító, aki 80 méteren felül dobott. Az aktív sportolástól 1972-ben vonult vissza.

### Sporteredményei
- olimpiai 2. helyezett (1964)

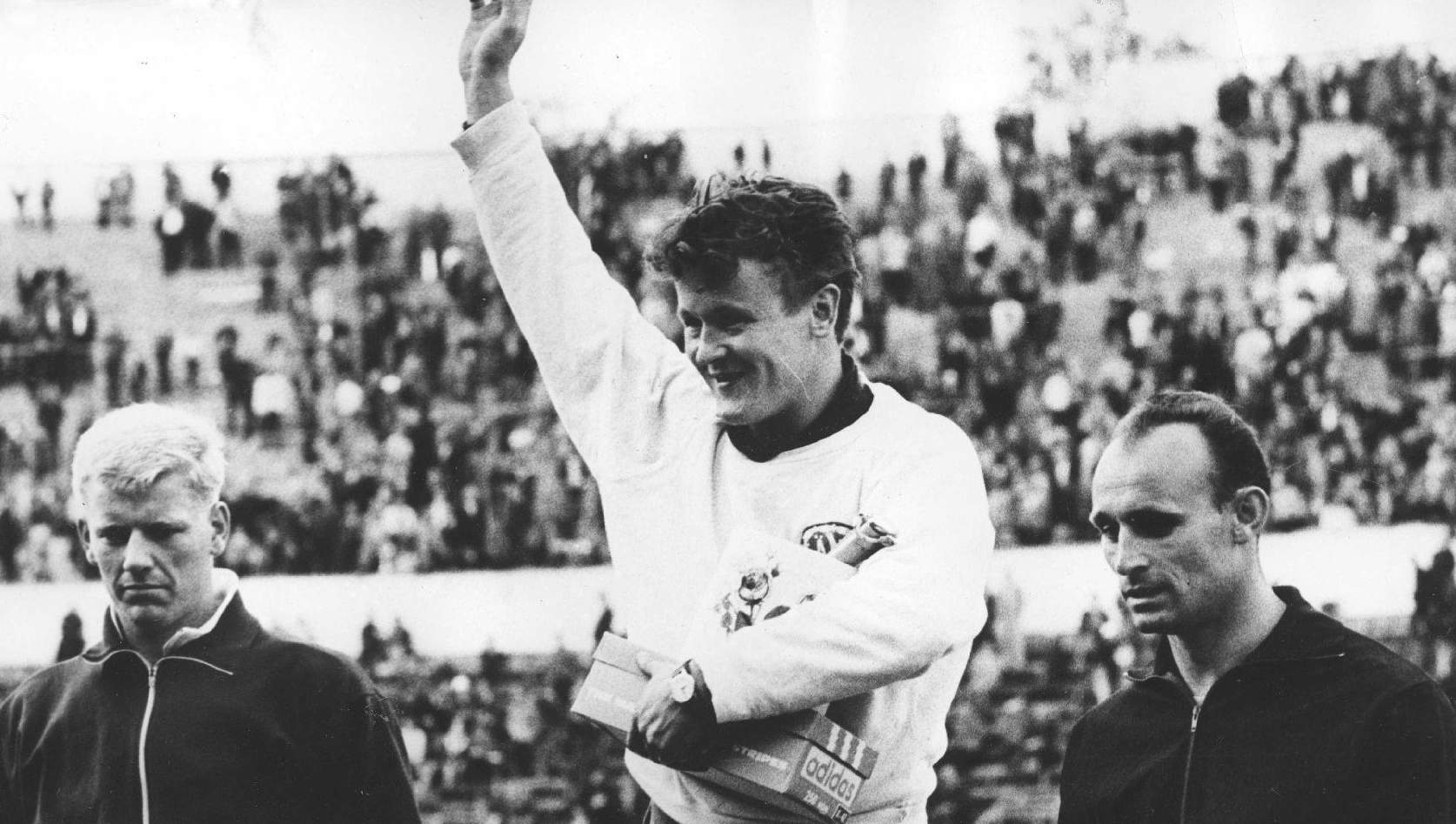
Terje Pedersen, Jorma Kinnunen és Kulcsár Gergely (Helsinki 1965)

- kétszeres olimpiai 3. helyezett (1960, 1968)
- kétszeres Európa-bajnoki 3. helyezett (1958, 1966)
- Universiade-győztes (1961)
- Universiade 2. helyezett (1959)
- Universiade 3. helyezett (1963)

## Edzői pályafutása
1957-ben a Testnevelési Főiskolán tanári, majd edzői, később atlétika mesteredzői oklevelet szerzett. 1960-tól a Budapesti Orvostudományi Egyetem testnevelő tanára volt. 1968-tól a Testnevelési Főiskola adjunktusa, 1975-től egyetemi adjunktusa. Visszavonulása után 1980-ig a magyar válogatott dobószakágának vezetőedzője lett. Tanítványai közül Németh Miklós az az 1976. évi montreali olimpián bajnoki címet szerzett. 1981-től 1993-ig kisebb megszakítással a kuvaiti válogatott dobóedzője volt.

## Elismerései
- Mesteredző (1977)
- A Magyar Köztársasági Érdemrend tisztikeresztje (2010)
- Papp László Budapest Sportdíj (2012)

## Magánélete
Nagyhalászban, 1934. március 10-én született. Édesapja hentes és mészáros, édesanyja háztartásbeli. Négyen testvérek, két lány, két fiú, akik közül ő volt a legidősebb. Hétéves korában a család Vácra költözött, itt töltötte az általános és a középiskolai éveit is. 1957 nyarán házasodott meg, két gyermeke született 1958-ban Zoltán, majd 1963-ban Adrienne.